# Ian White (dartsjátékos)
Ian White  (Runcorn, 1970. augusztus 17. –) angol dartsjátékos. 2005-től 2010-ig a British Darts Organisation, majd 2010-től a Professional Darts Corporation tagja. Beceneve "Diamond".

## Pályafutása
White 1997-ben döntőt játszott a News of the World Championship nagytornán, ahol a döntőig jutott és ott Phil Taylortól kapott ki 2–0-ra.

### BDO
White 2005-től 2010-ig szerepelt a BDO szervezetnél. Világbajnokságon egyszer vett részt 2010-ben, ahol az első körben kikapott Stephen Bunting ellen.
2009-ben három tornát is sikerült megnyernie a BDO-nál. 2010-ben elhagyta a BDO-t és a PDC-nél folytatta karrierjét.

### PDC
White 2011-ben a UK Open első kvalifikációs tornáján játszotta első döntőjét a PDC-nél. Ekkor még nem tudta megszerezni első győzelmét, mivel a döntőben 6–3-ra kikapott Steve Brown ellen.
A PDC-nél világbajnokságon először 2012-ben vett részt, ahol Robert Thornton ellen már az első fordulóban búcsúzni kényszerült. A következő évben is az első körig tartott számára a világbajnokság, ezúttal Mark Webster verte meg szintén 3–1-re. 
White ebben az évben megszerezte első tornagyőzelmeit, melyeket a Players Championship állomásain Barsnley-ben és Wigan-ben szerzett. Ebben az évben már bekerült a világranglistán a legjobb 32 közé, így kiemeltként indulhatott a következő világbajnokságon.
A 2014-es vb-n már jobban ment neki a játék, és egészen a negyeddöntőig jutott, ahol Simon Whitlock-tól szenvedett vereséget. A világbajnokság után bekerült a világranglistán a legjobb 16-ba, amely először sikerült számára. Az év további részében újra megnyert egy Players Championship fordulót, ezúttal Coventry-ben.
2015-ben a világbajnokságon a második körig jutott, ahol Kim Huybrechts-től kapott ki 4–3-ra. White az év további részében ismét szerzett egy tornagyőzelmet, az írországi Players Championship fordulón. A 2016-os vb-n Dimitri Van den Bergh ellen, már az első körben kiesett. A csalódást keltő világbajnokság után eddigi legjobb évét teljesítette, Barnsley-ben a Players Championship fordulók alkalmával 3 tornát is megnyert.
A következő vb-n 2017-ben a harmadik körig jutott, ahol Peter Wright ellen esett ki. 2018-ban szintén hamar véget ért számára a világbajnokság, ezúttal a második körben Gerwyn Price-tól kapott ki 4–1-re és búcsúzott a tornától.

## Világbajnoki szereplései

### BDO
- 2010: Első kör (vereség  Stephen Bunting ellen 0–3)

### PDC
- 2012: Első kör (vereség  Robert Thornton ellen 1–3)
- 2013: Első kör (vereség  Mark Webster ellen 1–3)
- 2014: Negyeddöntő (vereség  Simon Whitlock ellen 4–5)
- 2015: Második kör (vereség  Kim Huybrechts ellen 3–4)
- 2016: Első kör (vereség  Dimitri Van den Bergh ellen 1–3)
- 2017: Harmadik kör (vereség  Peter Wright ellen 1–4)
- 2018: Második kör (vereség  Gerwyn Price ellen 1–4)
- 2019: Második kör (vereség  Devon Petersen ellen 2–3)
- 2020: Második kör (vereség  Darius Labanauskas ellen 1–3)
- 2021: Második kör (vereség  Kim Huybrechts ellen 1–3)
- 2022: Harmadik kör (vereség  Gary Anderson ellen 3–4)
- 2024: Első kör (vereség  Tomoya Goto ellen 1–3)
- 2024: Harmadik kör (vereség  Luke Littler ellen 1–4)

## Döntői

### Független nagytornák: 1 döntős szereplés
| Eredmény | Sorszám | Év   | Bajnokság                      | Ellenfél a döntőben | Pontok  |
| Döntős   | 1.      | 1997 | News of the World Championship | Phil Taylor         | 0–2 (l) |

## Tornagyőzelmei
| Players Championships - Players Championship (BAR): 2013, 2016 (x3), 2018, 2020 - Players Championship (COV): 2014 - Players Championship (IRE): 2015 - Players Championship (MK): 2018 - Players Championship (WIG): 2013 European Tour Events - Dutch Darts Championship: 2018 - Dutch Darts Masters: 2019 - European Darts Grand Prix: 2019 | - Antwerp Open: 2009 - Ball Green Christmas KO: 2010 - Chatterley Whitfield Open: 2010 - Denmark Open: 2009 - East Midlands Open: 2013 - England National Championships: 2009 - Pitgreen Lane Christmas KO: 2010 - Zwaantje Masters: 2022, 2023 |